# Coleocentrus fulvus
Coleocentrus fulvus là một loài tò vò trong họ Ichneumonidae.